# Gare de Neuvy-Pailloux
Gare de Neuvy-Pailloux vasútállomás Franciaországban, Neuvy-Pailloux településen.

## Vasútvonalak
Az állomást az alábbi vasútvonalak érintik:
- Orléans–Montauban-vasútvonal

## Kapcsolódó állomások
A vasútállomáshoz az alábbi állomások vannak a legközelebb:
- Gare d’Issoudun (Gare des Aubrais - Orléans, Orléans–Montauban-vasútvonal)
- Gare de Châteauroux (Gare de Montauban-Ville-Bourbon, Orléans–Montauban-vasútvonal)